# Colonización (biología)

Bacterias que crecen en una biopelícula en una superficie

La colonización (λ) es el proceso biológico mediante el cual una especie se propaga a nuevas áreas. La colonización a menudo se refiere a una inmigración exitosa donde una población se integra en una comunidad, habiendo resistido la extinción local inicial.
Un modelo clásico en biogeografía postula que las especies deben continuar colonizando nuevas áreas a lo largo de su ciclo de vida (llamado ciclo de taxón) para lograr la longevidad. En consecuencia, la colonización y la extinción son componentes clave de la biogeografía de las islas, una teoría que tiene muchas aplicaciones en ecología, como las metapoblaciones.

## Escalas
La colonización ocurre en varias escalas:
- Escala de biopelículas: la formación de comunidades de microorganismos en las superficies.[2]
- Pequeña escala: colonización de nuevos sitios, quizás como resultado del cambio ambiental.
- Gran escala: donde una especie expande su rango para abarcar nuevas áreas. Esto puede ser a través de una serie de pequeñas invasiones o por dispersión a larga distancia. El término expansión de rango se usa a menudo.[3]

## Significado
El término generalmente solo se usa para referirse a la propagación a nuevas áreas por medios naturales, a diferencia de la introducción o translocación por parte de los humanos, que se denominan especies introducidas y que a veces se convierten en especies invasoras.

## Eventos de colonización de especies
Los eventos de colonización prehistóricos notables a gran escala incluyen:

### Humanos
- la colonización de áreas fuera de África por los primeros pueblos, que eventualmente resultó en la extinción de la mayor parte de la megafauna del Pleistoceno.

Algunos eventos de colonización notables a gran escala en el siglo XX son:

### Aves
- la colonización del Nuevo Mundo por la garceta bueyera y la garceta pequeña.
- la colonización de Gran Bretaña por la garceta común
- la colonización del oeste de América del Norte por el búho barrado,[4][5]
- la colonización de la costa este de América del Norte por el mirlo cervecero
- la colonización-hacia el oeste se extendió por Europa de la paloma de collar
- la propagación por el este de EE. UU. del pinzón doméstico
- la expansión en las áreas sur y oeste de Sudáfrica por el Hadeda Ibis

### Libélulas
- Libélula: la colonización de Gran Bretaña por el caballito del diablo de ojos rojos

### Polillas
- Polilla: la colonización de Gran Bretaña por la Lithophane leautieri